# Oxford and Cambridge Catholic Education Board
L'Oxford and Cambridge Catholic Education Board (OCCEB) est un organisme responsable de la nomination des aumôniers catholiques des universités d'Oxford et de Cambridge, afin de préserver la foi catholique des laïcs de ces universités ; cet organisme est également habilité à distribuer des bourses aux étudiants et à soutenir financièrement des projets sociaux.
L'OCCEB est érigé par le Saint-Siège en 1895 en tant que Universities Catholic Education Board en réponse au Universities Tests Act de 1871 qui permet aux non-anglicans (donc aux catholiques) d'accéder aux fellowships qui leur étaient jusqu'alors interdits des universités d'Oxford, de Cambridge, de Londres et de Durham. Il est présidé par Mgr John Arnold.